# Cantó de Brûlon
El cantó de Brûlon és un cantó francès del departament de Sarthe, situat al districte de La Flèche. Té 14 municipis i el cap es Brûlon.

## Municipis
- Avessé
- Brûlon
- Chantenay-Villedieu
- Chevillé
- Fontenay-sur-Vègre
- Maigné
- Mareil-en-Champagne
- Pirmil
- Poillé-sur-Vègre
- Saint-Christophe-en-Champagne
- Saint-Ouen-en-Champagne
- Saint-Pierre-des-Bois
- Tassé
- Viré-en-Champagne

## Història
| Data d'elecció                           | Identitat       | Partit                                             | Qualitat |
| ---------------------------------------- | --------------- | -------------------------------------------------- | -------- |
| 1951-1958                                | Jean Letourneau | RPR                                                |          |
| 1958-1982                                | Alphonse Mayet  | SFIO, després divers gauche, després divers droite |          |
| 1982-2001                                | Pierre Poussin  | Divers droite                                      |          |
| 2001-                                    | Fabien Lorne    | Divers droite                                      |          |
| les dades anteriors no són pas conegudes |                 |                                                    |          |
|                                          |                 |                                                    |          |

## Demografia
| A partir de 1990: Població sense dobles comptes |